# Система проектной документации для строительства
Система проектной документации для строительства (СПДС) — комплекс взаимосвязанных межгосударственных и национальных стандартов, содержащих общие требования и правила по разработке, оформлению и обращению проектной и рабочей документации для строительства объектов различного назначения.
Основное назначение стандартов СПДС заключается в установлении единых правил выполнения проектной и рабочей документации, обеспечивающих:
- унификацию применяемых терминов и определений;
- унификацию состава, правил выполнения, оформления и обращения документации с учётом её назначения;
- унификацию условных графических изображений и обозначений, применяемых на чертежах и схемах;
- унификацию применяемых в документации текстовых форм;
- необходимый и достаточный объём проектной продукции, выдаваемой заказчику;
- применение современных информационных технологий, методов и средств автоматизированного проектирования и электронного документооборота;
- возможность гармонизации стандартов СПДС с международными и региональными стандартами в области строительства.[1]

Кроме того, требования стандартов СПДС должны быть взаимоувязанны с требованиями стандартов соответствующих унифицированных систем документации, в том числе государственных стандартов Единой системы конструкторской документации (ЕСКД), стандартов системы репрографии и СФД, международных стандартов ИСО и МЭК, а также с другими взаимосвязанными нормативными документами.

## Обозначение национальных стандартов СПДС
Обозначения стандартов СПДС производят по правилам, установленным в ГОСТ 1.0, ГОСТ Р 1.5-2012, а также ГОСТ Р 21.001-2021: индекс стандарта, номер комплекса стандарта, номер группы стандартов, порядковый номер стандарта в группе, год утверждения стандарта.Стандарты СПДС распределяются по классификационным группам:
- 0 — общие положения;
- 1 — общие правила выполнения чертежей и текстовых документов;
- 2 — условные обозначения и изображения на чертежах и схемах;
- 3 — правила выполнения документации инженерных изысканий;
- 4 — правила выполнения технологической проектной документации;
- 5 — правила выполнения архитектурно-строительной проектной документации;
- 6 — правила выполнения проектной документации инженерного обеспечения зданий и сооружений;
- 7 — правила выполнения проектной документации инженерных сооружений, наружных сетей и коммуникаций;
- 8 — правила выполнения планировочной и градостроительной проектной документации;
- 9 — прочие стандарты.

Пример обозначения ГОСТ Р 21.101-2020:
Индекс национального стандарта - ГОСТ Р.
Код комплекса стандартов СПДС - 21.
Номер классификационной группы стандартов - 1 (Общие правила выполнения графических и текстовых стандартов).
Порядковый номер стандарта в группе - 01.
Год утверждения стандарта - 2020.

## Регламентирующие документы
ГОСТ Р 21.101-2020 Система проектной документации для строительства. Основные требования к проектной и рабочей документации
ГОСТ 21.001-2013. Межгосударственный стандарт. Система проектной документации для строительства. Общие положения
ГОСТ Р 21.001-2021. Национальный стандарт Российской Федерации. Система проектной документации для строительства. Общие положения
ГОСТ 1.0-2015. Межгосударственный стандарт. Межгосударственная система стандартизации. Основные положения
ГОСТ Р 1.5-2012. Национальный стандарт Российской Федерации. Стандартизация в Российской Федерации. Стандарты национальные. Правила построения, изложения, оформления и обозначения